# Wirun (Winong)
Wirun is een bestuurslaag in het regentschap Pati van de provincie Midden-Java, Indonesië. Wirun telt 1614 inwoners (volkstelling 2010).